# Baie de Hanson
Pour les articles homonymes, voir Hanson.

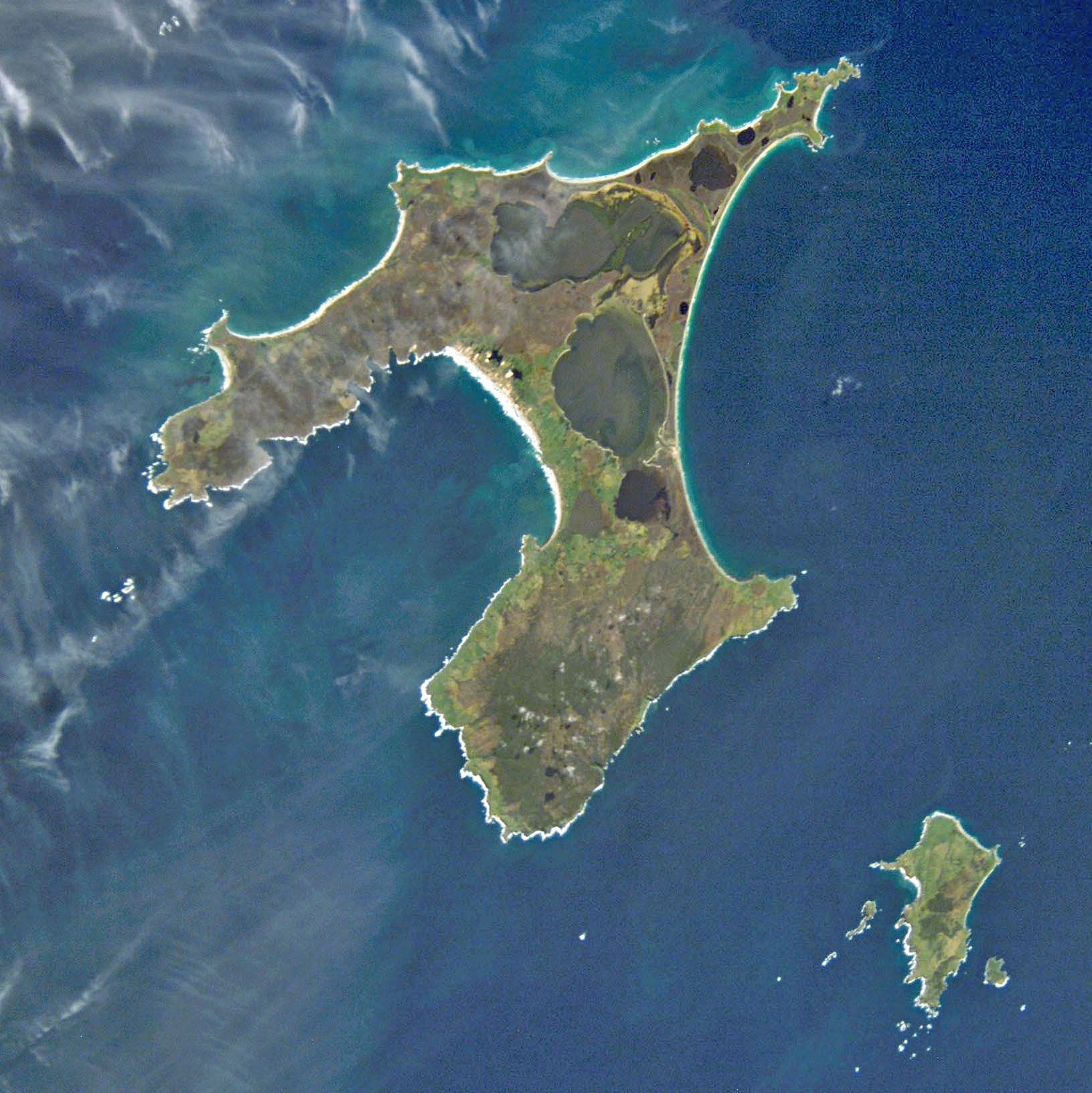
Photo satellite des Iles Chatham; la baie de Hanson est visible sur l'Est (côté droit sur cette photo) de l'île principale.

Hanson Bay est une baie qui s'étend sur une grande portion de la côte est de l'île Chatham, la plus grande île de l'archipel des îles Chatham en Nouvelle-Zélande. La baie s'étend sur 35 km, d'Okawa Point au nord-est de l'île à Manukau Point au sud-est. La baie eu put être un terrain de repos pour des baleines franches australes et des dauphins . 